# Serpenthusa
Serpenthusa is een geslacht van kreeftachtigen uit de klasse van de Malacostraca (hogere kreeftachtigen).

## Soort
- Serpenthusa brucei Naruse, Castro & Ng, 2009